# رئیس پلیس (کالیفرنیا)
رئیس پلیس (به انگلیسی: Reyes Place) یک منطقهٔ مسکونی در ایالات متحده آمریکا است که در شهرستان مندوسینو، کالیفرنیا واقع شده‌است. رئیس پلیس ۳۸۰ متر بالاتر از سطح دریا واقع شده‌است.